# تيكترونيكس
شركة تيكترونيكس (Tektronix، Inc). تعرف اختصاراً باسم Tek ، وهي شركة أمريكية تختص بتصنيع أجهزة الفحص والقياس مثل راسمات الإشارات وأجهزة تحليل المنطق ومولدات الإشارات والمقاييس الرقمية المتنوعة بالإضافة لمجوعة متنوعة من معدات الفحص الصناعية وبرمجيات اختبار الفيديو والجوّال.
نشأت في عام 1946 م كشركة مستقلة، وأصبحت الآن شركة تابعة لشركة فورتيفFortive ، وهي شركة تابعة لمجموعة شركة داناهر(Danaher group).

## تاريخ الشركة

### 1946–1954
تعود جذور الشركة إلى ثورة الإلكترونيات التي أعقبت الحرب العالمية الثانية. تأسست الشركة في ديسمبر 1945 باسم تيكراد (Tekrad). ولأن الاسم كان قريباً من اسم شركة تيكراد (Techrad) في كاليفورنيا، لذلك وفي عام 1946، قرر الشركاء الأربعة وهم هوارد فولوم وجاك موردوك ومايلز تيبيري والذين عملوا في حرس السواحل الأمريكي بالإضافة إلى المحاسب جلين ماكدويل، إطلاق اسم تيكترونيكس على الشركة. وقد ساهم كل منهم بمبلغ أولي قدره 2600 دولار.
عام 1936، تخرج هوارد فولوم من كلية ريد بدرجة في الفيزياء وكان مهتماً بشدة براسمات الإشارة (oscilloscopes). كان هوراد يعمل تقنيًا في الراديو في شركة جاك موردوك (MJ Murdock Company) للراديو وتطبيقاته قبل اندلاع الحرب العالمية الثانية، وخدم خلال الحرب في سلاح الإشارة الأمريكي.
بعد تأسيس شركة تيكترونيكس، اخترع فولوم راسم الإشارة 511 في عام 1946، وكان ذلك إنجازاً تقنياً مميزاً.
حمل النموذج الذي تم تنقيحه وتطويره بواسطة شركة تيكترونيكس رقم 511 وتم إنتاجه في الفترة من عام 1947 إلى عام 1953.
و قد تميز هذا النموذج بكونه أول راسم إشارة في العالم يحقق مبدأ الزمن الحقيقي (true time-base) والذي يعني باختصار أنه يقوم بتحليل الإشارة الواردة إليه بشكل خالي من التشتت الكهربائي وبصورة أوضح بشكل مستقل عن التأثيرات الجانبية التي تسببها إشارات التشتيت الناتجة عن الترددات الناتجة عن المصادر الكهربائية المصاحبة.
كانت شركة مختبرات دومونت (DuMont Laboratories) هي الشركة الرائدة في تصنيع راسمات الإشارة في ذلك الوقت. وكانت مختبرات دومونت رائدة وقتها في مجال راسمات الإشارات التي تقوم بالتحليل المتزامن للإشارات المختلفة.
و قد جرب ألين دومونت شخصيًا راسم الإشارة 511 في معرض للإلكترونيات وأعجب به، ولكن عندما رأى أن سعره كان 795 دولارًا (و هو ما يعادل 9210 دولارًا اليوم)، كما كان يبلغ حوالي ضعف سعر راسم الإشارة الذي يصنعه دومونت، وأوضح دومونت لهوارد فولوم أنه سيجد صعوبة في بيع الكثير منه.
كان موردوك وفولوم معروفين في المجال الإنساني وعملا على إدارة الشركة وكأنهما يديران عائلة كبيرة.
بحلول عام 1950، بدأت الشركة في بناء مجمعها الصناعي في مقاطعة واشنطن (أوريغون) والمطل على طريق بارنز وطريق غروب الشمس السريع (Sunset highway)، وبحلول عام 1956 وصلت مساحة مجمعها الصناعي إلى 7000 متر مربع.

### 1955–1969

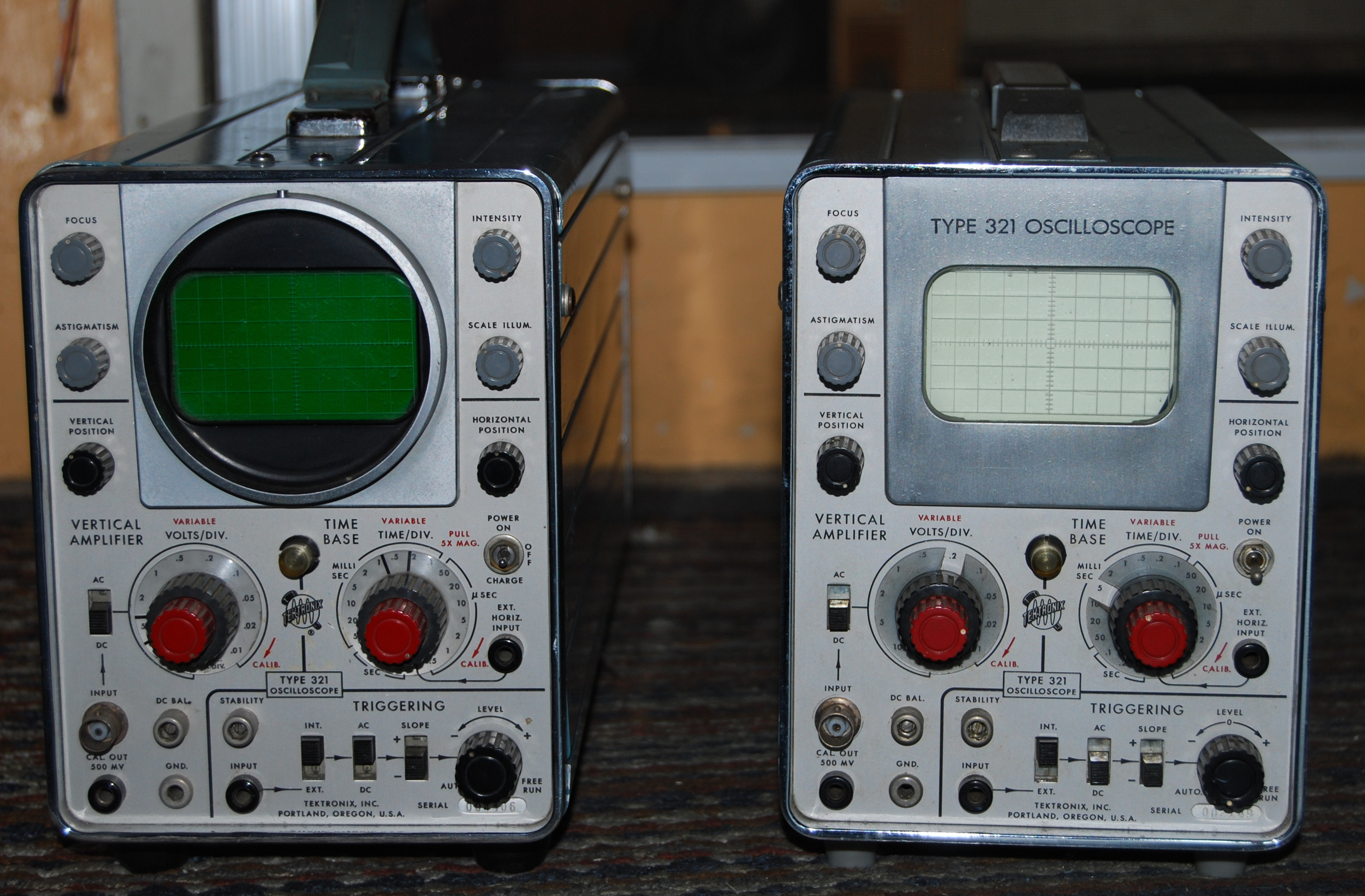
نموذجين من راسم إشارة موديل تيكترونيكس 321 يعملان ببطارية قابلة للشحن

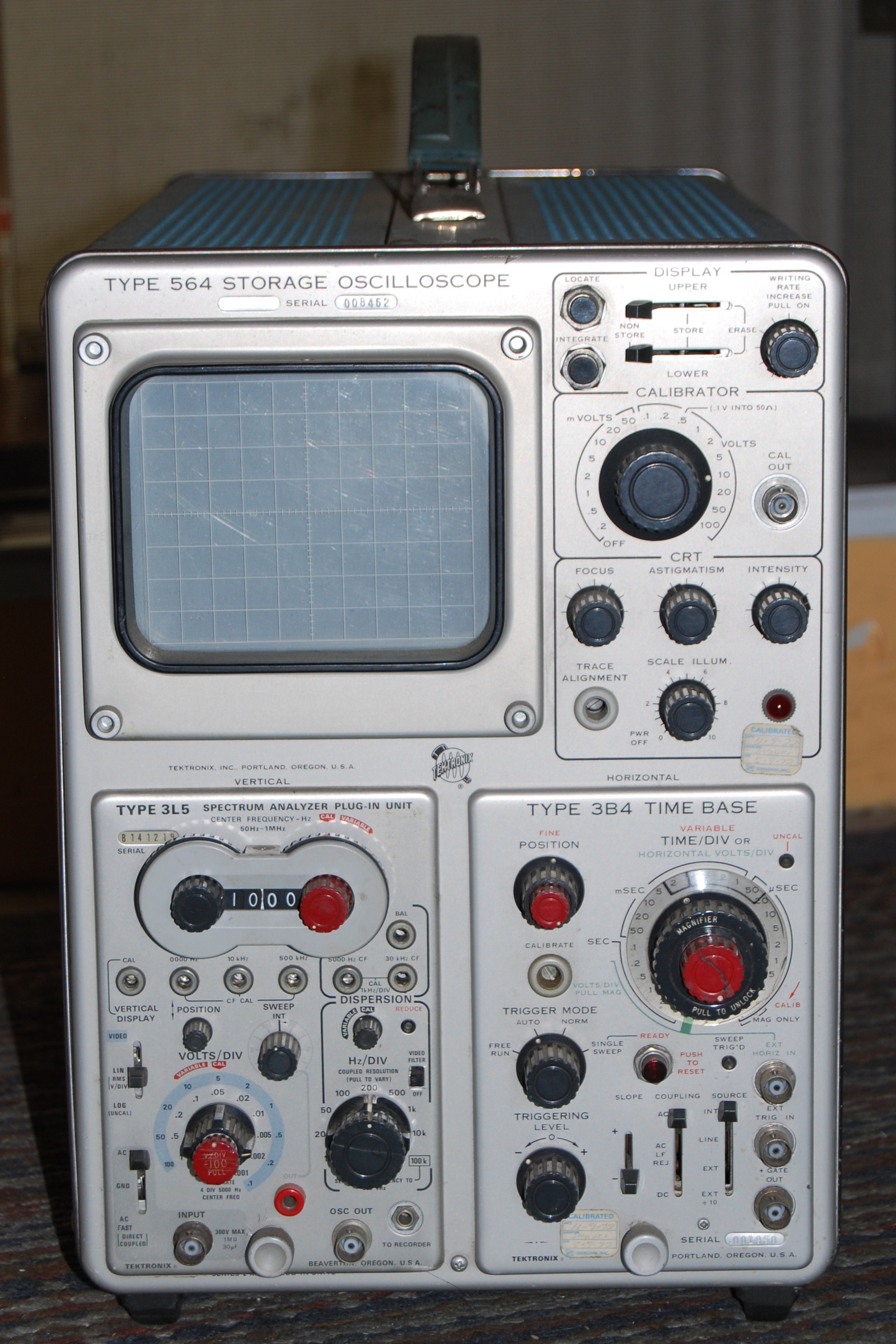
الطراز 564 و هو أول طراز تنتجه تيكترونيكس بأعداد كبيرة

في عام 1956، توفرت قطعة أرض كبيرة في بيفيرتون للبيع، قام صندوق تقاعد الموظفين التابع للشركة بشرائها وأعطاها للشركة.
بدأ بناء مجمع الشركة في عام 1957 وفي 1 مايو 1959 انتقلت شركة تيكترونيكس إلى مقرها الرئيسي الجديد في بيفيرتون. وشكل هذا المجمع والمقام على مساحة 313 هكتار ما أصبح يعرف بحديقة تيكترونيكس الصناعية 
في أواخر الخمسينيات (1957-1958)، طورت تيكترونيكس أسلوباً جديدًا في أجهزة راسمات الإشارات استمر حتى الثمانينيات. تضمن الأسلوب الجديد موديلات من سلسلتي 530 و 540، حيث يستطيع المشغل الاختيار بين المسح الأفقي أو العمودي للإشارات. وأعطت هذه الميزة قدرة أكبر لراسم الإشارة على عرض طيف أوسع من الإشارات. قامت تيكترونيكس بعد ذلك بإضافة قدرات معالجة وتحليل أطياف متنوعة من الإشارات لأجهزتها بحيث أصبح بإمكان المشغل أخذ عينة من الإشارة المعروضة بسهولة، وفحص الإشارات الناتجة عن الكابلات لإختبار عملها، وفحص إشارات الترانزستورات للتأكد من عملها. وقداحتوت الموديلات 530 و 540 أيضًا على خاصية تسمح بالتأخر بمسح موجة الإشارة حتى يمكن إلتقاط أفضل مقطع لها من حيث الشكل والاستقرار.
في عام 1961، تم عرض أول راسم إشارة ذو الطراز 321 المحمول بالكامل للبيع (ربما يكون الأول عالمياً)، وكان هذا الطراز 321 يعمل على خط التيار المتردد أو اعتماداً على بطاريات قابلة للشحن، وبعد عام ونصف، ظهر الطراز 321A المطور.
في عام 1964، تم إنتاج راسمات الإشارة من طرازات سلسلة 560 CRT ، وكان الطراز 564 هو أول راسم إشارة في العالم يتم انتاجه بأعداد كبيرة ويتمتع بقدرة التخزين التناظري (Analog storage) لأي طيف يحتوي على إشارة تناظرية.
في عام 1966، أنتجت تيكترونيكس سلسلة 400 من راسمات الإشارة متنوعة الوظائف وتتمتع بالقدرة على تحليل أطياف بنطاق تردد واسع، وكانت هذه السلسلة مليئة بمميزات لتطبيقات العمل الميداني والبحث الجامعي. ونذكر منها الطراز 422 حيث كان عرض نطاق تردده 16 ميجا هرتز والطراز 453 بعرض نطاق تردد 50 ميجا هرتز. والطراز 454، وهو راسم إشارة محمول وبعرض نطاق تردد بلغ 150 ميغا هرتز.
وضعت هذه الطرازات تيكترونيكس في مرتبة متقدمة على منافسيها لسنوات، لدرجة أن الجيش الأمريكي تعاقد مع الشركة للحصول على أحد طرازات هذه السلسلة وهو الطراز 453 للخدمة الميدانية.
بقيت طرازات السلسلة 400 مستخدمة بشكل واسع لفترة طويلة بالإضافة إلى طرازات مشابهة لسلسلة 400 تم نسخها من قبل شركات منافسة لتيكترونيكس.

### 1970–1985

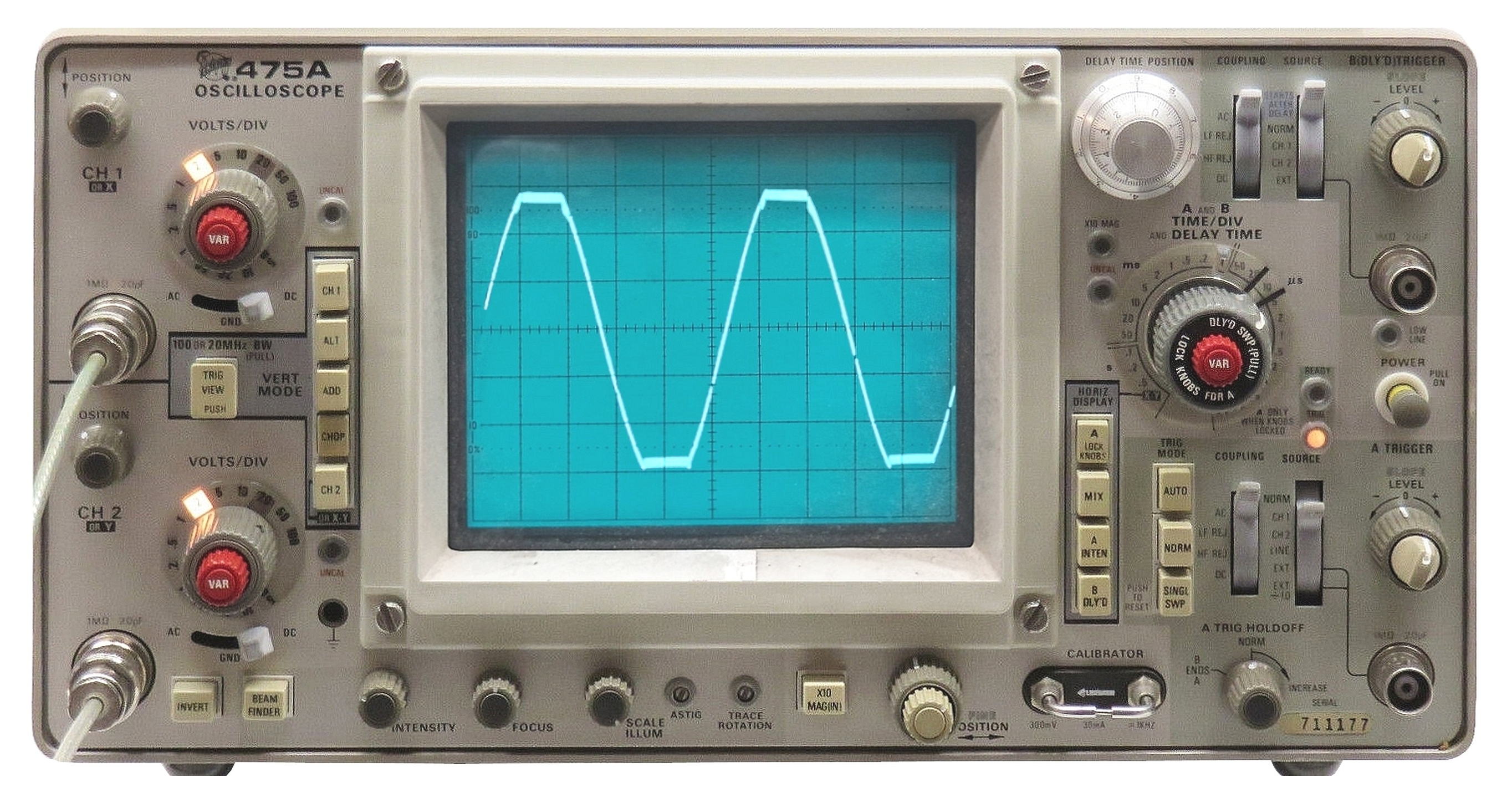
راسم الإشارة المحمول التناظري طراز 475A

في عام 1974، استحوذت الشركة على 256 فدانًا (1.0 كيلومتر مربع) في ويلسونفيل، أوريغون، حيث بنت منشأة لمجموعة التصوير الخاصة بها وبحلول عام 1976، كانت لدى الشركة ما يقرب من 10000 موظف، وكانت أكبر صاحب عمل في ولاية أوريغون.
بعد هذا التوسع أصبحت تيكترونيكس شركة تصنيع الإلكترونيات الرئيسية في ولاية أوريغون، وفي عام 1981، كانت توظف أكثر من 24000 موظف. تمتلك شركة تيكترونيكس أيضًا عمليات كبيرة في أوروبا وأمريكا الجنوبية وآسيا.
بدأت تيكترونيكس عملياتها في اليابان باسم سوني تيكترونيكس (Sony-Tektronix)، وهو مشروع مشترك بنسبة 50-50 مع شركة سوني اليابانية وكانت هذه الشراكة بسبب قيود قوانين التجارة اليابانية في ذلك الوقت.
بعد ذلك، اشترت تيكترونيكس حصة سوني وهي الآن المالك الوحيد للعملية اليابانية تحت اسم سوني-تيكترونيكس (Sony-Tektronix)، وقد أنتج هذا المصنع طرازات من راسمات الإشارة من السلسلة 300 المحمولة خفيفة الوزن وكانت طرازات مثل 314 و 323 و 335 و 370 هي البديل الأحدث للطرازين 321 / 321A .

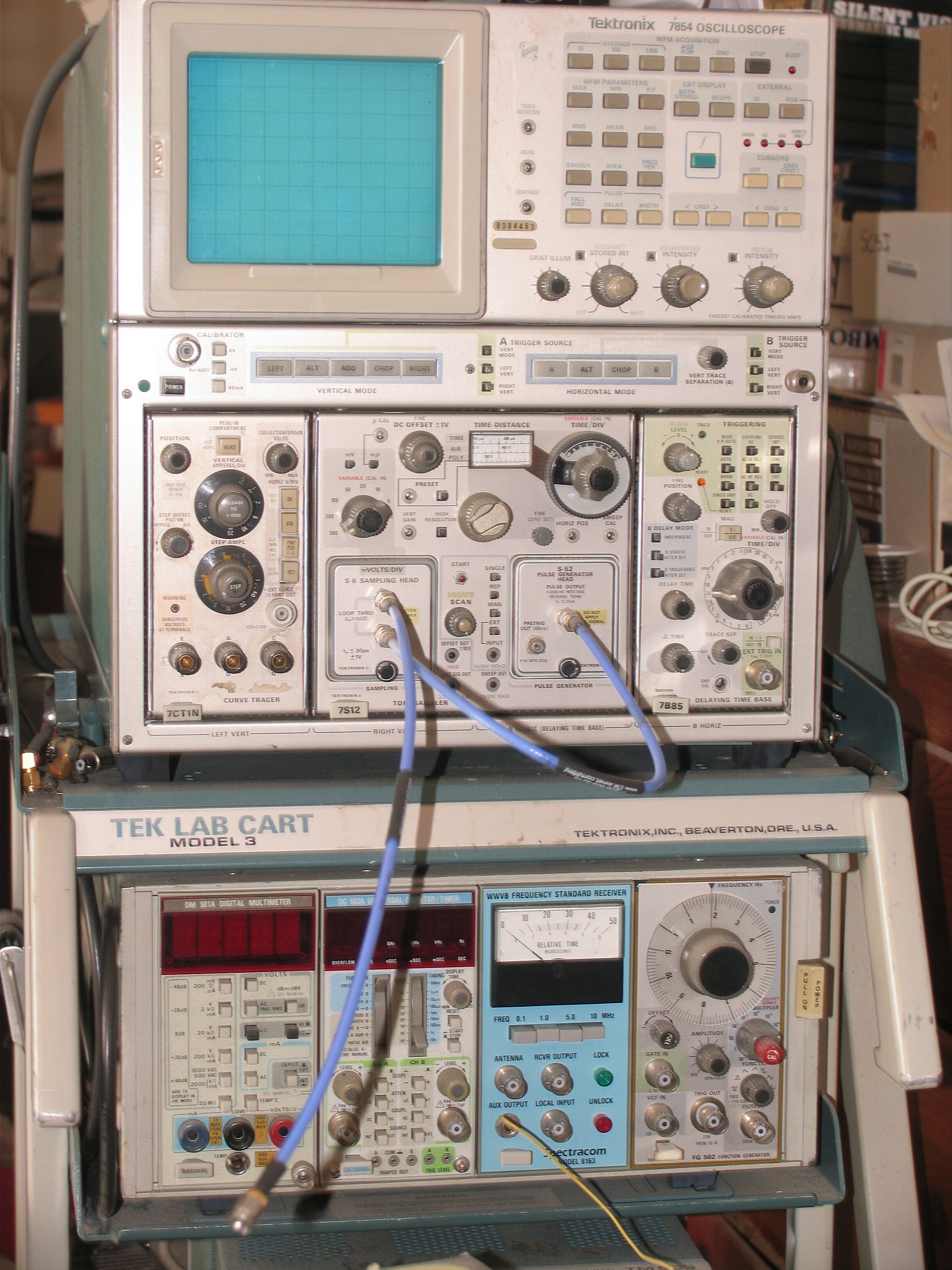
الطراز 7854 مع أجهزة أخرى

في أوائل السبعينيات، قامت تيكترونيكس بتغيير كبير في التصميم على راسمات الإشارة الخاصة بها، ففي حين حافظت راسمات الإشارات من سلسلتي 5000 و 7000 على إمكانات المكونات الأساسية التي بدأت في الأصل بسلسلة 530 و 540 أحتوت سلسلتي 5000 و 7000 على مكونات إضافية أكثر.
استخدمت تيكترونيكس في هذه الطرز دوائر متكاملة تم تصميمها وتصنيعها بالكامل في الشركة.
و من حيث التصميم الخارجي كانت جميع راسمات الإشارات مستطيلة الشكل ويتم تجميعها بالكامل داخل الشركة.
كانت سلسلة 5000 للأغراض العامة بينما كانت السلسلة 7000 مزودة بمجموعة متنوعة من التطبيقات ويمكن أن توفر ما يصل إلى 4 وظائف إضافية، كان الطراز 7104 والذي تم تقديمه عام 1978 أحد الطرازات المميزة من هذه السلسلة وكان عبارة عن راسم إشارة بعرض نطاق ترددي حقيقي يصل إلى 1 جيجاهرتز.
نظرًا لتصنيع تيكترونيكس لأجزاء أكثر تخصصًا، فقد قامت الشركة بتوسيع قاعدة منتجاتهم لتشمل أجهزة التحليل المنطقي والمقاييس الرقمية المتعددة ومولدات الإشارة.

### 1986–2006
واجهت تيكترونيكس في هذه الفترة تحديات كبيرة في مجال أعمالها وأدى هذا إلى انخفاض في الأرباح وأعقب ذلك فترة من تسريح العمال وتغييرات في الإدارة العليا.
في عام 1994، انفصلت تيكترونيكس عن الشركة المسؤولة عن عملية تصنيع لوحات الدوائر المطبوعة والتي أصبحت شركة منفصلة باسم ميتركس (Merix Corp) وذلك بهدف التركيز على صناعة وتطوير معدات الاختبار والقياس المتطورة.
ومع ذلك، فشل هذا في منعها من أن تصبح هدفًا للاستحواذ، واستحوذت شركة داناهر عليها في عام 2007.
طورت تيكترونيكس تقنيات استقبال الإشارة والمعالجة الرقمية، ومنها تعزيز القدرة على أخذ مقاطع من الإشارة ورقمنتها لمعالجتها أو تخزينها رقميًا للاستخدام المستقبلي مع الحفاظ على تكامل شكل الموجة. بالإضافة إلى ذلك، طورت الشركة برمجيات خاصة لاستخدام الكمبيوتر لتخزين العديد من الإشارات مع المعالجات المرافقة مع تصنيف الإشارات من حيث نتائج التحليل.
شاركت تيكترونيكس بشكل كبير في تصميم وتطوير راسمات الإشارات الرقمية والتي حلت تدريجياً محل راسمات الإشارات التناظرية.
حيث تم استبدال راسمات الإشارات من سلسلة 400 و 5000 و 7000 بجيل جديد من راسمات الإشارات الرقمية ذات القدرة على التخزين، مثل سلسلة 11000 و TDS. كانت سلسلة 11000 عبارة عن أجهزة معملية كبيرة مثبتة على حامل مع شاشة تعمل باللمس وألوان متعددة وإمكانية عرض موجات متعددة وخلال هذه الفترة، قامت شركة تيكترونيكس أيضًا بتوسيع خط معدات الاختبار الخاصة بها لتشمل طرازات جديدة من أجهزة التحليل المنطقي ومولدات الإشارات وغيرها من أجهزة القياس والفحص.
بحلول منتصف التسعينيات، تم التخلي عن استخدام أنبوب الأشعة المهبطية (CRT) وبدأت تيكترونيكس باستخدام تقنية شاشة العرض البلوري السائل (LCD) للعرض.
قامت بعدها تيكترونيكس باستبدال سلسلة 11000 بالطراز MSO وهو (راسم الإشارة المختلط) الذي يضم شاشة LCD ذات مصفوفة نشطة ملونة.
استمرت طرازات TDS ولكن مع لوحات LCD وكان أحدها الطراز TDS-210.
أنتجت تيكترونيكس بعدها سلسلة TH من راسمات الإشارات الرقمية المحمولة باليد وكانت مزودة بشاشة LCD للعرض.

### 2007 وحتى الآن
في 21 تشرين الثاني - نوفمبر 2007، استحوذت شركة داناهر على شركة تيكترونيكس مقابل 2.85 مليار دولار.
و بعد عملية الاستحواذ قامت شركة داناهر بفصل الأعمال المتخصصة بتقنيات الاتصالات في تيكترونيكس إلى كيان منفصل تحت مسمى تيكترونيكس للإتصالات (Tektronix Communications).
طرازات السلاسل MSO ، TDS ، TH لا تزال تصنع وتستخدم حتى الآن.
في عام 2016، قامت شركة داناهر بدمج تيكترونيكس مع العديد من الشركات التابعة لها لإنشاء شركة فورتيف Fortive .
تم نقل جزء كبير من أعمال إنتاج راسمات الإشارات إلى الصين في السنوات الأخيرة.